# Já, padouch 2
Já, padouch 2 je americký animovaný, komediální film, který je pokračováním filmu Já, padouch z roku 2010.

## Děj
Gru už dávno není padouchem, kterým vždy býval – stará se o své tři dcery a také přešel ze své profese padoucha na výrobu marmelád a džemů. Jednoho dne se však šéf mocné Antipadoušské ligy, Silas Velezadek rozhodne, že jeho schopnosti padoucha využije. Proto vyšle svojí nejlepší agentku Lucy Wilde, aby ho přiměla ke spolupráci. Gru se nakonec rozhodne, že bude páchat dobro. Na radaru Antipadoušské ligy se objevil obzvlášť protřelý padouch Eduardo…